# Архангельськ
Арха́нгельськ (рос. Архангельск) — місто в Росії, адміністративний центр Архангельської області. Населення — 347 тис. осіб (2020).

## Історія
Заснований 1583 року за наказом Івана Грозного на правому березі річки Північна Двіна на мисі Пур-Наволок. Спочатку це була дерев'яна фортеця недалеко від Михайло-Архангельського монастиря. У перші роки існування мало назву «Нове місто», «Нові Холмогори». Назву цю пов'язують з тим, що Архангельськ перебрав функції портового поселення Холмогори. Проте згодом за цим містом закріпилась теперішня назва — Архангельськ — від монастиря. З 1613 року — це офіційна назва міста.
Архангельськ — це перший великий морський порт Росії. У XVI столітті з розвитком біломорської торгівлі з Англією, місто особливо бурхливо розвивається.
На рубежі XVII—XVIII століття зіграв важливу роль у побудові російського військово-морського флоту. Цьому особливо сприяв Петро I, опікуючись особисто будівництвом та укріпленням Новодвінської фортеці.
Від початку XVIII століття і понині Архангельськ залишається основним портом Півночі Росії. Пізніше він трохи поступається Санкт-Петербургу.
На рубежі XIX—XX століття Архангельськ — важливий центр лісового промислу Росії. Радянська влада встановлена 17 лютого 1918. У 1919-1920 роках був окупований англійськими й французькими військами. Радянська влада відновлена 19 лютого 1920. Зіграв важливу роль в освоєнні Арктики.

## Географія
Архангельськ розташоване в гирлі річки Північна Двіна. Територія — 300 км². Населення 351,6 тис. осіб. З них чоловічого — 45 %, жіночого — 55 % (2005).
- Клімат — субарктичний. Довга зима і коротке літо
- Середня температура повітря у січні — −13 °C, у липні — +17 °C
- За рік випадає близько 529 мм опадів
- Знаходиться на відстані 1133 км від Москви

| Клімат Архангельська     | Клімат Архангельська | Клімат Архангельська | Клімат Архангельська | Клімат Архангельська | Клімат Архангельська | Клімат Архангельська | Клімат Архангельська | Клімат Архангельська | Клімат Архангельська | Клімат Архангельська | Клімат Архангельська | Клімат Архангельська | Клімат Архангельська |
| Показник                 | Січ.                 | Лют.                 | Бер.                 | Квіт.                | Трав.                | Черв.                | Лип.                 | Серп.                | Вер.                 | Жовт.                | Лист.                | Груд.                | Рік                  |
| Абсолютний максимум, °C  | 5                    | 6,2                  | 12,1                 | 25,3                 | 30,2                 | 32,1                 | 34,4                 | 33,4                 | 27,7                 | 18,3                 | 9,7                  | 5,8                  | 34,4                 |
| Середній максимум, °C    | −9,6                 | −8,3                 | −2,9                 | 4,1                  | 10,8                 | 17,6                 | 20,9                 | 18,3                 | 11,5                 | 3,9                  | −2,2                 | −6,6                 | 4,8                  |
| Середня температура, °C  | −14,5                | −12,2                | −6,3                 | −0,2                 | 6,5                  | 12,6                 | 15,8                 | 13,2                 | 7,8                  | 1,6                  | −4,5                 | −10,3                | 0,8                  |
| Середній мінімум, °C     | −16,6                | −15,6                | −11,7                | −4,6                 | 1,9                  | 7,9                  | 11,2                 | 9,8                  | 5,2                  | −0,6                 | −7,2                 | −13,2                | −2,7                 |
| Абсолютний мінімум, °C   | −45,2                | −41,2                | −37,1                | −27,3                | −13,7                | −3,9                 | −0,5                 | −4,1                 | −7,5                 | −21,1                | −36,5                | −43,2                | −45,2                |
| Норма опадів, мм         | 33                   | 27                   | 26                   | 31                   | 42                   | 54                   | 61                   | 68                   | 60                   | 61                   | 53                   | 44                   | 560                  |
| ------------------------ | -------------------- | -------------------- | -------------------- | -------------------- | -------------------- | -------------------- | -------------------- | -------------------- | -------------------- | -------------------- | -------------------- | -------------------- | -------------------- |
| Джерело: Погода и климат |                      |                      |                      |                      |                      |                      |                      |                      |                      |                      |                      |                      |                      |

## Промисловість
Архангельськ — великий центр лісової, лісохімічної промисловості та лісоекспорту Росії. Целюлозно-паперова промисловість (Соломбальський целюлозно-паперовий комбінат), завод гідролізу деревини та відходів лісопиляння, каніфольно-скипидарний і ряд інших лісохімічних підприємств. Суднобудування і судноремонт. Виробництво будівельних матеріалів (алебастровий, цегельний заводи). Харчова (рибо- і маслокомбінати, спиртогорілчаний завод). Основний постачальник тепла та електроенергії — Архангельська ТЕЦ.

## Транспорт
На території міста знаходиться морський-річковий вокзал, залізничний вокзал, два аеропорти: в Талагах і в Васьково. Останній обслуговує місцеві повітряні лінії.
У 1916 році в місті з'явився трамвай, який довгий час вважався найпівнічнішим у світі. У 2004 році за наказом Олега Нілова (тодішнього мера Архангельську) трамвай було ліквідовано з обіцянкою компенсувати його відсутність розвитком тролейбусного руху, а рейки були демонтовані і продані на металобрухт. Але слідом за трамваями у 2006, у місті було закрито і тролейбусний рух. Тільки в грудні 2007, вдалося відновити один із тролейбусних маршрутів, що діяв менш ніж півроку. Громадський транспорт тепер майже цілком представлений приватними автобусами ПАЗ-3205 і ГАЗелями.
Вартість однієї поїздки по місту в автобусі — від 40 рублів, таксі від 120 рублів.
Архангельськ є одним з пунктів Північної залізниці. На його території розташовані залізничні станції Архангельськ-Город, Ісакогорка, Бакариця, Жаровіха. Планується залізнична магістраль від Архангельська до Пермі («Білкомур»).
Місто має два аеропорти — Талаги та Васьково.

## Пам'ятники архітектури
Гостинний двір (1668—1684, архітектор Д. М. Старцев), будинок канатного заводу (XIX століття, архітектор А. Д. Захаров) і пам'ятник М. В. Ломоносову (1829, скульптор І. П. Мартос). За роки Радянської влади місто докорінно реконструйовано, забудовано багатоповерховими житловими і громадськими будинками, вулиці вкриті асфальтом і озеленені.

## Освіта
- Північний (Арктичний) федеральний університет. Лісотехнічний, педагогічний, медичний інститути, філіал РАН.

## Культура

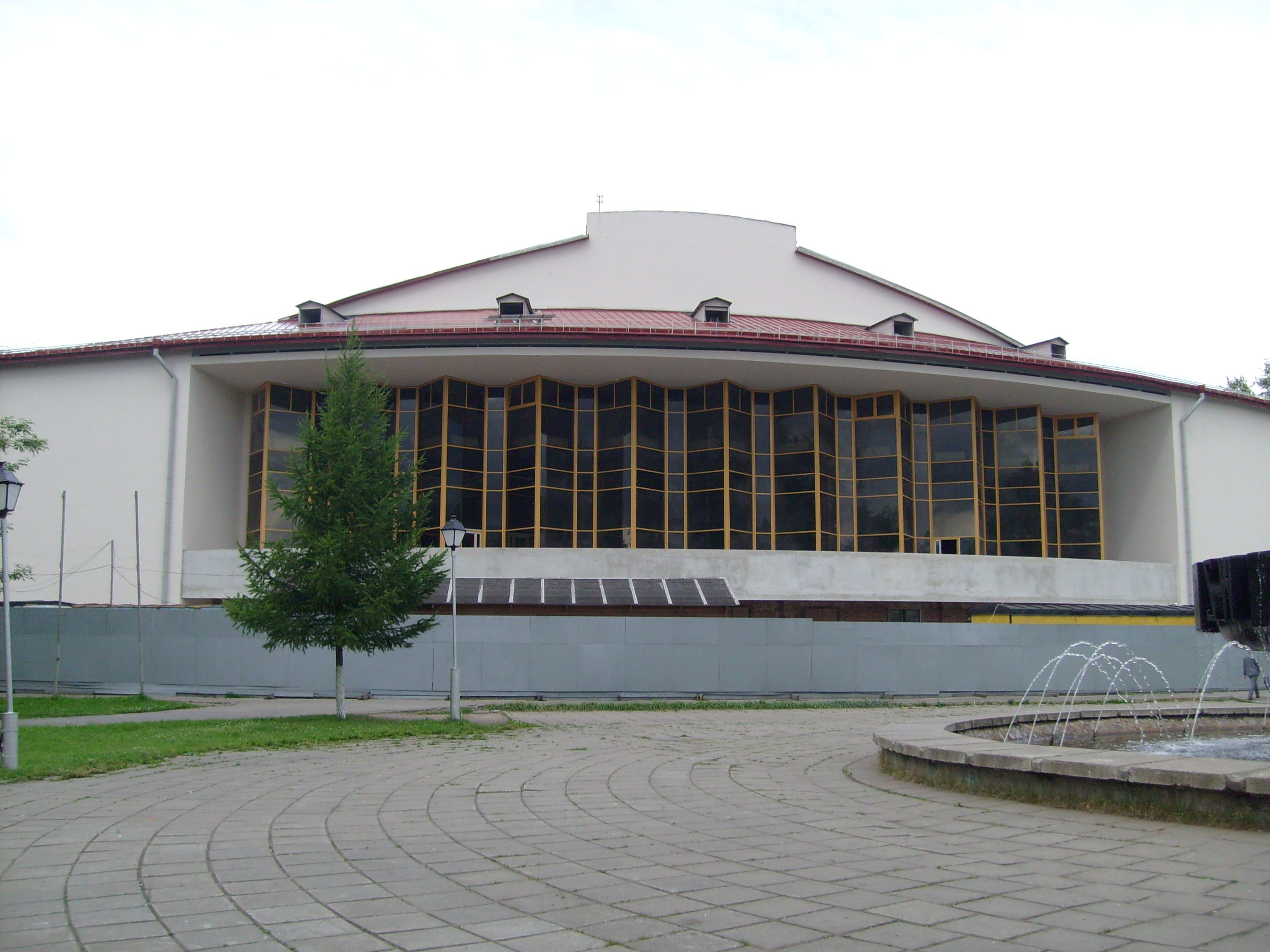
Архангельський драмтеатр імені Михайла Ломоносова

Архангельські театри:
- Театр драми імені М. В. Ломоносова;
- Обласний театр ляльок;
- Обласний молодіжний театр.

У місті декілька музеїв.

## Персоналії
- Берденников Михайло Андрійович (1919—1990) — український музикант, хормейстер, педагог.
- Бовикін Анатолій Самойлович (1943—1958) — радянський школяр. Зіграв головну роль у фільмі «Максимко» 1952 року.
- Гошева Ірина Прокопівна (1911—1988) — радянська актриса театру і кіно

## Виноски
1. ↑  Театри Поморського краю [Архівовано 5 березня 2010 у Wayback Machine.] на Туристський інформаційний центр Архангельської області [Архівовано 28 березня 2010 у Wayback Machine.] (рос.)